# Dub vrbolistý
Dub vrbolistý (Quercus phellos) je opadavý strom až 30 metrů vysoký. Pochází z jihovýchodu USA, kde roste na vlhkých stanovištích. Má celokrajné listy bez laloků. V Česku je vzácně pěstován jako parkový strom.

## Popis
Dub vrbolistý je opadavý strom dorůstající výšky okolo 30 metrů. Koruna je hustá, vejcovitá, kuželovitá nebo někdy i válcovitá, nahoře zaoblená. Kmen bývá krátký a může dosáhnout šířky až 1,6 metru. Borka je tmavě šedá a dlouho hladká, ve starším věku tmavší a nepravidelně podélně rozpukaná. Vnitřní borka je světle oranžová. Letorosty jsou hnědočervené, lysé. Koncové pupeny jsou kaštanově hnědé, vejcovité, 2 až 4 mm dlouhé, lysé, zašpičatělé. Listy jsou čárkovité až úzce vejčité, obvykle nejširší přibližně v polovině, s 5 až 12 cm dlouhou a 1 až 2,5 cm širokou čepelí, na okraji celokrajné, pouze někdy zvlněné, s jedinou osinkou na zašpičatělém vrcholu listu. Listy jsou světle zelené, lysé, řidčeji na rubu měkce chlupaté. Rašící listy jsou žluté. Řapíky jsou lysé nebo výjimečně řídce chlupaté, obvykle 2 až 4 mm dlouhé. Žaludy dozrávají druhým rokem, jsou vejcovité až téměř kulovité, 8 až 12 mm dlouhé a 6,5 až 10 mm široké, z 1/4 až 1/3 kryté miskovitou číškou. Číška je z vnitřní strany světle hnědá a chlupatá, na vnějším povrchu pýřitá.

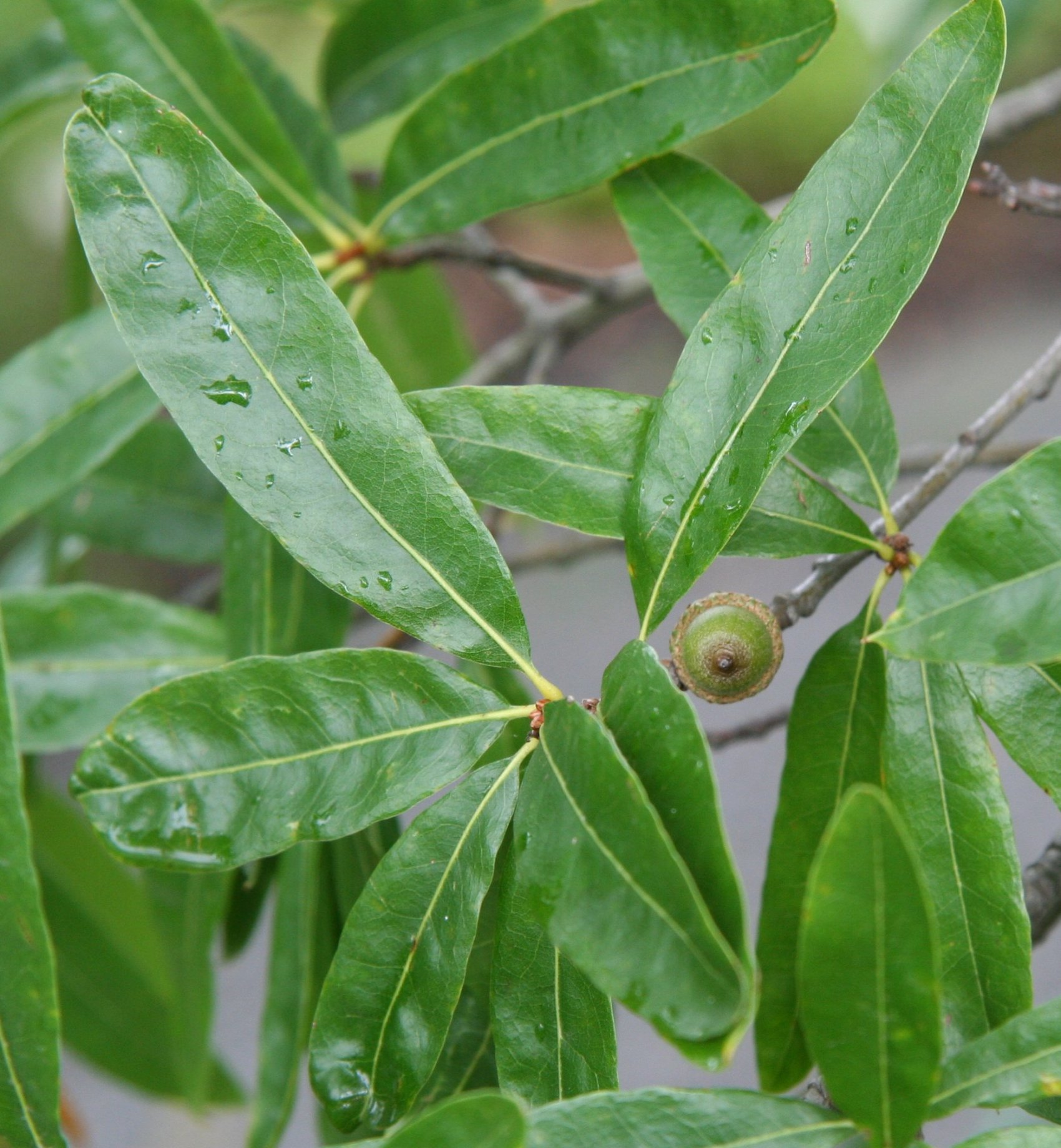
Listy dubu vrbolistého
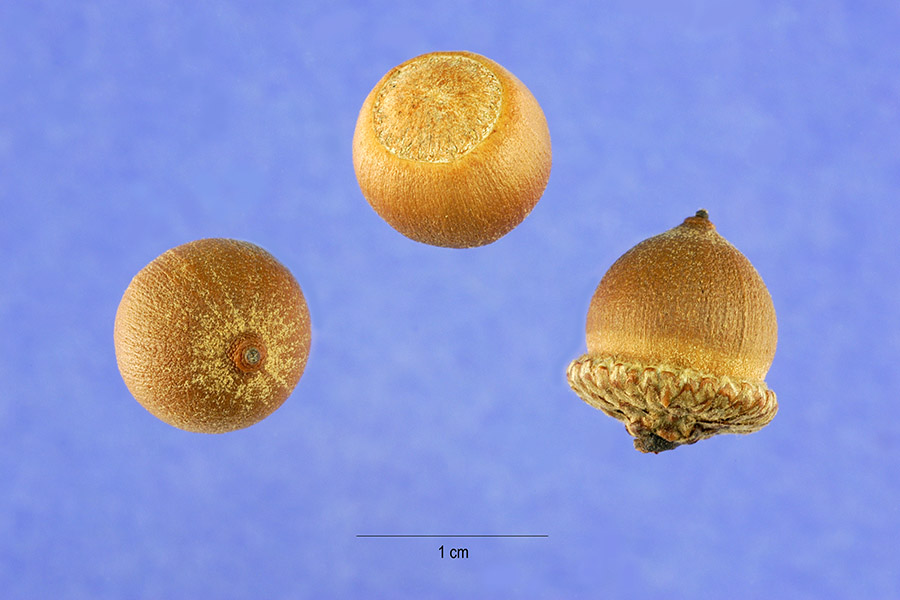
Žaludy dubu vrbolistého
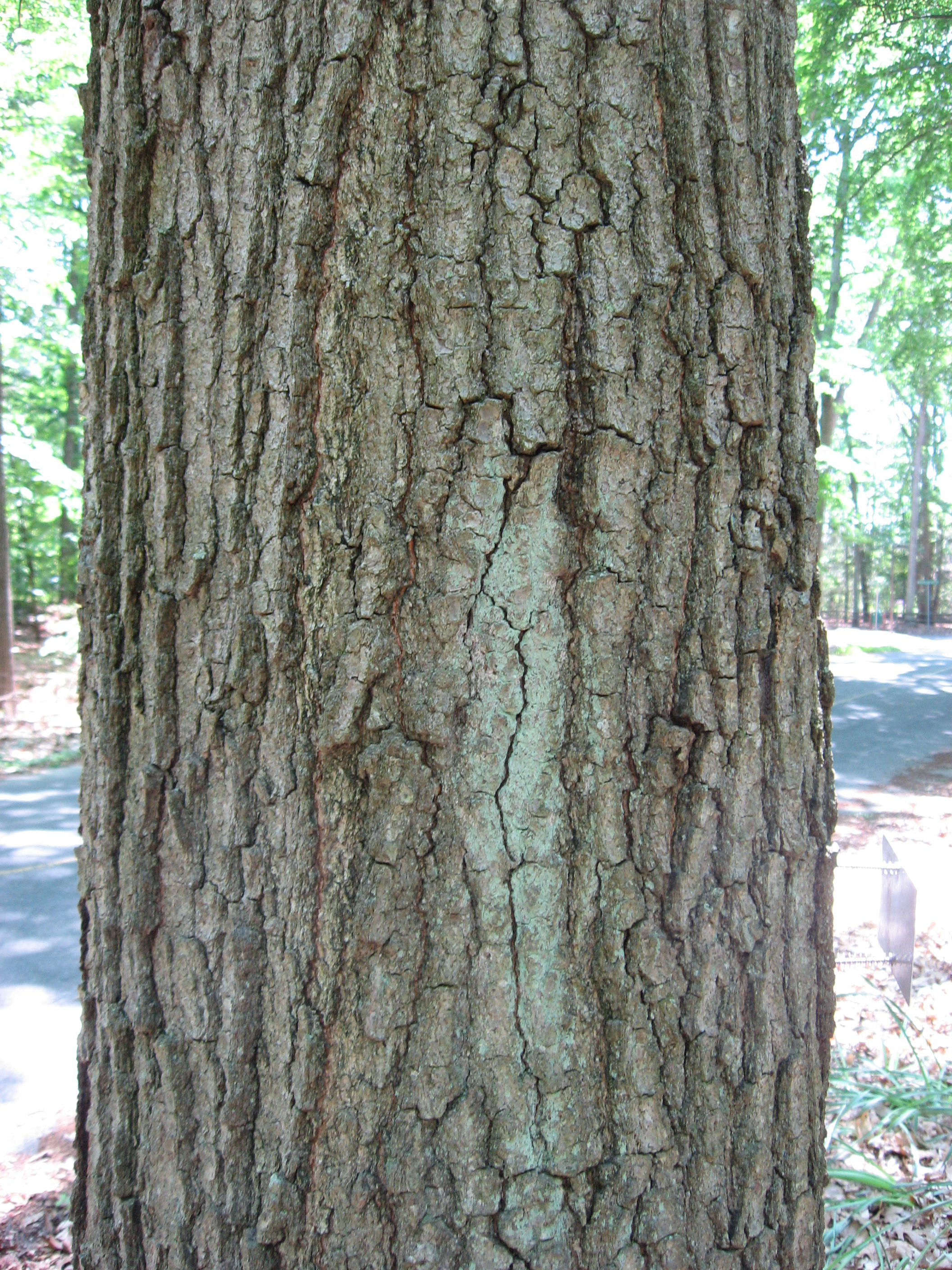
Kmen dubu vrbolistého

## Rozšíření
Dub vrbolistý je rozšířen v jihovýchodních oblastech USA. Roste v záplavových územích, na březích řek a říčních terasách a příležitostně i na špatně odvodněných stanovištích v horách v nadmořských výškách do 400 metrů. Je to rychle rostoucí dřevina, vyhledávající vlhké půdy.
V oblastech společného výskytu se dub vrbolistý kříží s jinými duby ze sekce Lobatae, zejména s
dubem šarlatovým (Quercus coccinea), dubem cesmínolistým (Q. ilicifolia), dubem marylandským (Q. marilandica), dubem černým (Q. nigra), dubem bahenním (Q. palustris), dubem červeným (Q. rubra), dubem sametovým (Q. velutina) a duby Q. incana, Q. shumardii a Q. pagoda.

## Význam
Dub vrbolistý je v Česku poměrně zřídka pěstován jako okrasná a parková dřevina. Je uváděn z Dendrologické zahrady v Průhonicích a z Arboreta Žampach. Dub vrbolistý byl zaveden do Evropy již v roce 1723. Kultivar 'Latifolia', vyznačující se širšími listy, které jsou občas ve střední části laločnaté a na rubu chlupaté, je považován za křížence s dubem Quercus incana. Tento kultivar je vysazen v Dendrologické zahradě v Průhonicích.